# David Shaltiel
David Shaltiel (em hebraico: דוד שאלתיאל; romaniz.: Dod She'altiel) (Hamburgo, 16 de janeiro de 1903 – Jerusalém, 24 de fevereiro de 1969) foi um general israelense e oficial de inteligência, e era mais conhecido por ser o comandante distrital do Haganá em Jerusalém durante o Guerra Árabe–Israelense de 1948. Tornar-se-ia diplomata e foi o primeiro embaixador de Israel no Brasil.

## Biografia
David Shaltiel nasceu em 16 de janeiro de 1903 em Hamburgo, no Império Alemão, de uma família portuguesa sefardita, o filho mais velho de Benjamin Sealtiel e Helene Wormser. Aos 16 anos, Shaltiel juntou-se ao movimento juvenil sionista Blau Weiss e emigrou para a Palestina em 1923. No entanto, ele não foi feliz lá e voltou para a Europa em 1925. De 1925 a 1930 foi alistado no Legião Estrangeira Francesa, regressando à Palestina em 1934. Lá ele começou a trabalhar para o Haganá, sendo acusado de comprar armas na Europa. Em 1936 foi capturado pela Gestapo em Aachen, na Alemanha. Shaltiel passou os próximos três anos em prisões e campos de concentração, incluindo Dachau e Buchenwald. Quando foi enviado para Berlim, em 1939, o Haganá conseguiu libertá-lo. Ele então voltou para o Mandato da Palestina. Lá, ele foi inicialmente preso por suspeita de envolvimento no assassinato de três árabes, mas as acusações foram retiradas.
Shaltiel foi casado duas vezes: primeiro com Inge e depois, em 1942, com Yehudit, née Judith Irmgard Schonstedt (1913-2010), psicóloga e filha de uma família rabínica de Berlim. Shaltiel e Yehudit adotaram uma menina, Tamar, que teve de ser devolvida à sua mãe biológica. Morreu em Jerusalém em fevereiro de 1969.

## Carreira militar
Em 1942-43, ele foi o comandante da Haganah em Haifa,.exercendo também o cargo de comandante dos serviço de contrainteligência - o "Ran" - e de informações - o Shin Yud ou SHAI. Ele esteve envolvido na Saison entre o Haganah e os outros grupos clandestinos judeus, o Irgun e Lehi.
Mais tarde, como a ligação de Haganá com essas organizações melhorou, ele as ajudou a coordenar várias missões, entre elas o amplamente condenado massacre de Deir Yassin. Em 1948, ele era o comandante distrital do Haganah quando a aldeia foi atacada pelo Irgun e Lehi, apesar de um pacto de não-agressão assinado entre os sionistas e o mukhtar da aldeia, pois os aldeões queriam permanecer neutros na guerra. A princípio, Shaltiel não concordou em atacar Deir Yassin, mas depois de um dia assentiu e escreveu uma carta ao Irgun e Lehi dizendo que "não tinha objeções à realização da operação". Yitzchak Levi, chefe do ramo da inteligência do Haganá (SHAI) de Jerusalém, propôs que os habitantes fossem notificados de que a trégua havia terminado, mas Shaltiel recusou-se a pôr em perigo a operação avisando-os.
Ele também foi o cérebro por trás da Operação Kedem, que tinha o objetivo de capturar Jerusalém Oriental. A missão foi realizada em 8 de julho de 1948 pelas tropas do Irgun e foi um fracasso total. De acordo com o próprio Shaltiel, a partir desse momento ele caiu em desgraça e seu nome foi apagado da história oficial de Israel.
Entre 11 de junho e 21 de julho de 1948, ele teve uma série de reuniões mediadas pela ONU com Abdullah El Tell, o comandante das tropas da Legião Árabe na Cidade Velha.

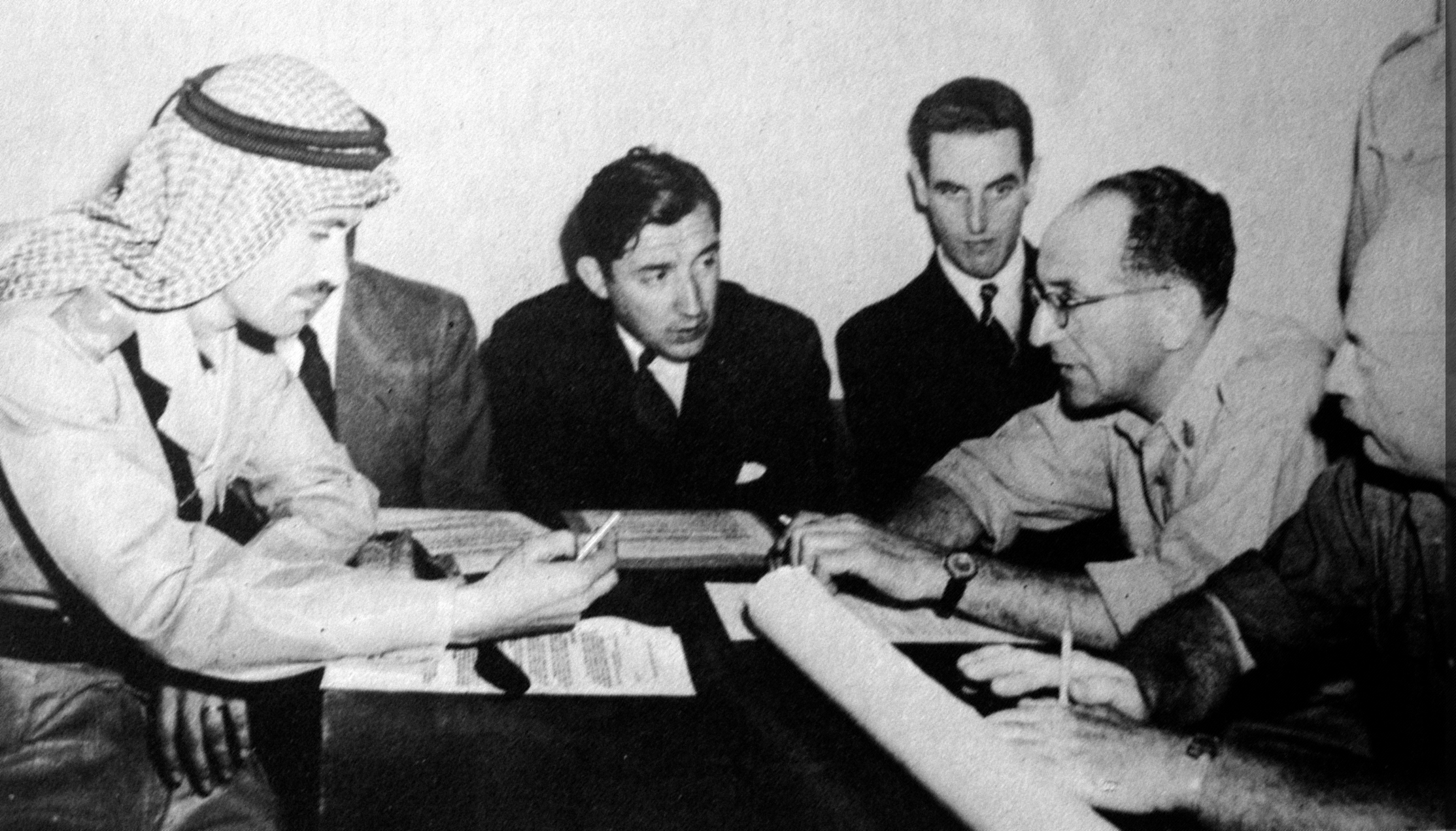
Uma das reuniões entre Abdullah El Tell e David Shaltiel.

Em 7 de julho, assinaram o Acordo do Monte Scopus, que afirmava que o enclave judeu deveria ser desmilitarizado e ficaria sob supervisão das Nações Unidas. Em 15 de julho, o Haganah e o Irgun lançaram um bombardeio maciço na Cidade Velha, que foi seguido por ataques fracassados de infantaria ao Portão Novo, o Portão de Jaffa e o Portão de Sião. Em 21 de julho, Shaltiel e El Tell assinaram um cessar-fogo formal com base nas posições existentes das suas forças.
Após o fim da Guerra de Independência, David Shaltiel fundou o corpo de fronteira do exército israelense (Heyl Hasfar) e foi seu primeiro comandante. Mais tarde, devido a problemas administrativos, ele recomendou a transferência dessas unidades para o quadro da polícia israelense, e elas ficaram conhecidas como guarda de fronteira: Mishmar Hagvul.

## Carreira diplomática
Nos anos 1950-1952, Shaltiel serviu como adido militar de Israel na França, e mais tarde cumpriu várias missões diplomáticas - como ministro plenipotenciário de Israel no Brasil, Venezuela e Cuba (1952-1956), em seguida, no México e simultaneamente na República Dominicana e Honduras (1956–1959), e embaixador nos Países Baixos (1963–1966). No Brasil, o prédio para abrigar a legação de Israel foi comprado no Rio de Janeiro por um grupo de líderes judeus-brasileiros, no valor de US$ 250.000, e entregue ao recém-nomeado David Shaltiel. Seu último cargo foi assessor especial do Ministério das Relações Exteriores.